# Gatika
Gatika és un municipi de Biscaia, a la comarca d'Uribe. El 2023 tenia 1.624 habitants.